# Mariel Clarmont
 (septembre 2009).
Si vous disposez d'ouvrages ou d'articles de référence ou si vous connaissez des sites web de qualité traitant du thème abordé ici, merci de compléter l'article en donnant les références utiles à sa vérifiabilité et en les liant à la section « Notes et références ».
Mariel Clarmont, née Claude Elisabeth Marie Pichon le 20 avril 1931, Ville-di-Pietrabugno (Corse), est une créateur-réalisateur de tentures murales Patchwork (Artipatch) et de Broderie. 
Elle meurt le 23 mars 2025 à Paris.   
Auteur-compositeur-interprète, Mariel Clarmont a été longtemps associée au mouvement "Chanson poétique Rive-Gauche". Elle a quatre-vingts titres déposés à la SACEM, elle a également publié des poèmes, des contes et des nouvelles.
Elle a toujours associé le dessin à ses activités littéraires. À la suite d'un accident, elle découvre le patchwork traditionnel américain et sa technique avec Sophie Campbell qui l'a popularisé en France. 
Désireuse de sortir du cadre figé du patchwork traditionnel, dont la géométrie et les motifs sont répertoriés et immuables, elle se lance dans une recherche qui tend à associer le relier au mouvement selon des rythmes inspirés par la symbolique Zen.
Ses tentures murales sont exécutées d'après une technique dérivée du patchwork et associée à celle plus ancienne du "whitework": les effets de relief sont obtenus par le piquage entièrement effectué à la main; les motifs sont constitués par une incrustation de mosaïque de tissus multicolores ou des variations sur un camaïeu de couleurs. 

## Principales expositions
Entre 1976 et 2009, Mariel Clarmont a réalisé neuf expositions personnelles et quatre-vingt-trois expositions de groupe dont :
- 1981 - France / Paris, Musée des Arts décoratifs - « Les Métiers de l’Art »
- 1985 - Portugal / Lisbonne, Fondation Gulbekian et Paris, UNESCO - « Dialogue »
- 1987 - France / Musée de Trouville - « Exposition Rétrospective Personnelle »
- 1988 - Japon / Tokyo, Isdetam Museum - « Art Mural Textile Français »
- 1989 - France / Paris - Exposition personnelle « Carrefour de la Chine »
- 1990 - USA / Los Angeles, Downey Museum - « Contemporary Art & Silk Fabric »
- 1996 - Pologne / Lodz, Musée central des textiles - « Route de la soie »
- 1996 - France / Anger - « 5e Triennale mini Textile »
- 1996 à 2002 - Italie / Como - « Mini Art Textiles »
- 1998 - France / Paris, UNESCO - « Route des Textiles »
- 2003 - France / Musée de Laduz - « Mini Textiles »
- 2004 - France / La Paz -  « Métissages »
- 2005 - Lituanie / Vilnius -  « 4e Biennale Internationale Mini-Textile »
- 2009 - Lituanie / Vilnius -  « 6e Biennale Internationale Mini-Textile »
- 2009 - Hongrie / Szombathely - « 3e Triennale Art Textile »
- 2009 - Espagne / Torremolinos - « Like a fish in the water »
- 2009 - Espagne / Tordesillas / Museo y Centro Didáctico del Encaje de Castilla y León - « Lace exhibition »
- 2009 - France / Paris / La Bibliothèque Polonaise - Exposition personnelle « Passés Présents »